# پائولو گواستالوینو
پائولو گواستالوینو (انگلیسی: Paolo Guastalvino؛ زادهٔ ۲۳ ژوئن ۱۹۷۹) بازیکن فوتبال اهل ایتالیا است.
از باشگاه‌هایی که در آن بازی کرده‌است می‌توان به باشگاه فوتبال پروجا، باشگاه فوتبال پارما، باشگاه فوتبال آنکونا، باشگاه فوتبال بنونتو، و باشگاه فوتبال ویچنزا اشاره کرد.